# 牛痘半花介
牛痘半花介（学名：Hemicythere variornata）为半花介科半花介屬下的一个种。